# クヴェルドウールヴ
クヴェルドウールヴ（古ノルド語: Kveld-Úlfr、「宵の狼」を意味する）、またはウールヴ・ビヤールヴァソン（古ノルド語: Úlfr Bjálfason）は、9世紀ノルウェー・ソグンの有名なヘルシル（地方豪族）・土地所有者である。『エギルのサガ』の最初の数章における主役の一人であり、『植民の書』やその他のアイスランドの情報源（アイスランド人のサガ）にも登場する。
『エギルのサガ』では、クヴェルドウールヴは変身する力を持っている（古ノルド語: hamrammr、ウールヴヘジンも参照）と噂されていた、と述べられている。またベルセルクの力も有していた。

## 家族
クヴェルドウールヴはビヤールヴィと、向う見ずのウールヴの娘にして半巨人のハルビョルンの妹であるハルベラ・ウールヴスドッティルとの間に生まれた息子であった。したがってクヴェルドウールヴはハーロガランドの雄鮭のケティルの従兄弟であり、ハーロガランドの雄鮭のケティルの子孫であるナウムダルの雄鮭のケティルの親戚にあたる。クヴェルドウールヴはヴァイキングの首領ベルズル・カーリの娘サルビョルグ・カーラドッティルと結婚した。したがってクヴェルドウールヴはヴァイキング仔羊のエイヴィンドおよびスカルド詩人エイヴィル・フヌーヴァの義兄弟にあたる。クヴェルドウールヴとサルビョルグの間には2人の息子、ソーロールヴとグリームがいた。グリームは「スカラグリーム」（「禿のグリーム」を意味する）という呼び名の方がよく知られている。

## ハラルド王への対抗
クヴェルドウールヴはヴェストフォルドの王ハラルド美髪王の強まる支配に対抗したが、アグジルの富者キョトヴィが主導するハラルドに対抗する連合に加わることを拒否し、ソグンの王たちの軍勢の中で戦おうともしなかった。クヴェルドウールヴは息子ソーロールヴがハラルドの臣下となることを許し、王に忠誠を誓わなかったにもかかわらず平和に暮らすことを許された。

## 死
ソーロールヴがハラルド王の部下たちに殺されたことで、クヴェルドウールヴは悲しみに圧倒され「床に臥した」。賠償の求めが王に拒否されたのち、クヴェルドウールヴと彼の息子スカラグリームはソーロールヴの殺害者たちを殺して復讐を果たし、ノルウェーからアイスランドへの逃亡の旅に出た。道中、復讐時に「ベルセルクの激怒」を発したことによる消耗のため、老いたクヴェルドウールヴの命は尽きた。クヴェルドウールヴの棺が流れ着いた場所の近く、ボルグにスカラグリームは自身の農場を構えた。